# Кашина Скуола Дуомо (Бреша)
Кашина Скуола Дуомо је насеље у Италији у округу Бреша, региону Ломбардија.
Према процени из 2011. у насељу је живело 16 становника. Насеље се налази на надморској висини од 72 м.